# Greatest Hits (álbum de Tupac Shakur)
| Críticas profissionais | Críticas profissionais |
| Avaliações da crítica  | Avaliações da crítica  |
| Fonte                  | Avaliação              |
| ---------------------- | ---------------------- |
| Allmusic               | link                   |
| Rolling Stone          | 2004                   |
| Los Angeles Times      | link                   |

Greatest Hits é um álbum duplo, com as principais músicas da carreira do rapper Tupac Shakur. Foi lançado postumamente pela gravadora Interscope Records, no dia 24 de novembro de 1998.   
O álbum possui 25 canções, contando com quatro músicas inéditas: "God Bless the Dead", "Unconditional Love", "Troublesome 96" e o super hit "Changes", nomeada para o Grammy de 2000, na categoria Melhor Performance Solo de Rap. Além da versão original de "California Love", e de "Hit 'Em Up", que Haviam sido lançadas anteriormente apenas como singles.  
O álbum ainda contém uma nova edição para a faixa "All About U", que na versão da coletânea não tem a participação de Snoop Dogg, como na original, lançada no álbum "All Eyez On Me". Um verso do rapper Top Dogg foi adicionado no lugar. 
O disco duplo vendeu 4.620,926 cópias até 2007, e em 23 de Junho de 2011, foi adicionado mais um milhão de cópias, o que deu ao álbum a certificação de Diamante da RIAA, a primeira de 2Pac. Em adição, Greatest Hits passou All Eyez on Me de '96 para se tornar o mais vendido de 2Pac.
Estreou em 5 na Billboard 200 com 268.000 cópias vendidas.

## Lista de músicas

### Disco 1
| #  | Título                      | Duração |
| -- | --------------------------- | ------- |
| 1  | "Keep Ya Head Up"           | 4:24    |
| 2  | "2 of Amerikaz Most Wanted" | 4:07    |
| 3  | "Temptations"               | 5:02    |
| 4  | "God Bless the Dead"        | 4:22    |
| 5  | "Hail Mary"                 | 5:12    |
| 6  | "Me Against the World"      | 4:39    |
| 7  | "How Do U Want It?"         | 4:48    |
| 8  | "So Many Tears"             | 3:58    |
| 9  | "Unconditional Love"        | 3:59    |
| 10 | "Trapped"                   | 4:45    |
| 11 | "Life Goes On"              | 5:02    |
| 12 | "Hit 'Em Up"                | 5:12    |

## Disco 2
| #  | Título                           | Duração |
| -- | -------------------------------- | ------- |
| 1  | "Troublesome '96"                | 4:36    |
| 2  | "Brenda's Got a Baby"            | 3:54    |
| 3  | "I Ain't Mad at Cha"             | 4:56    |
| 4  | "I Get Around"                   | 4:19    |
| 5  | "Changes"                        | 4:29    |
| 6  | "California Love (4 Minute Mix)" | 4:45    |
| 7  | "Picture Me Rollin'"             | 5:15    |
| 8  | "How Long Will They Mourn Me?"   | 3:52    |
| 9  | "Toss It Up"                     | 4:43    |
| 10 | "Dear Mama"                      | 4:40    |
| 11 | "All Bout U"                     | 4:33    |
| 12 | "To Live & Die in L.A."          | 4:33    |
| 13 | "Heartz of Men"                  | 4:41    |

## Posições nas paradas
| Parada (1999)                           | Melhor posição |
| --------------------------------------- | -------------- |
| Austrália (ARIA)                        | 11             |
| Austria (O3 Austria Top 40)             | 15             |
| Bélgica (Ultratop 50 Flanders)          | 3              |
| Canadá (RPM)                            | 18             |
| Alemanha (Media Control Charts)         | 9              |
| Finlândia (IFPI)                        | 10             |
| Holanda (Mega Album Top 100)            | 1              |
| Nova Zelândia (RIANZ)                   | 19             |
| Noruega (VG-lista)                      | 10             |
| Suécia (Sverigetopplistan)              | 40             |
| Suíça (Schweizer Hitparade)             | 13             |
| UK Albums (The Official Charts Company) | 17             |
| EUA Billboard 200                       | 3              |
| EUA R&B/Hip-Hop Albums (Billboard)      | 1              |

| Parada (2001)  | Melhor posição |
| -------------- | -------------- |
| Irlanda (FIMI) | 59             |

| Parada (2003)                  | Melhor posição |
| ------------------------------ | -------------- |
| Bélgica (Ultratop 50 Wallonia) | 30             |

| Parada (1999)                      | Melhor posição |
| ---------------------------------- | -------------- |
| Austrália (ARIA)                   | 72             |
| EUA Billboard 200                  | 16             |
| EUA R&B/Hip-Hop Albums (Billboard) | 8              |

## Singles
| Single informações                                   |
| ---------------------------------------------------- |
| "Unconditional Love - Lançamento: 1998 - B-side: N/A |
| "Changes - Lançamento: 1998 - B-side: N/A            |